# Kanton Cadalen
Kanton Cadalen (francouzsky Canton de Cadalen) je francouzský kanton v departementu Tarn v regionu Midi-Pyrénées. Tvoří ho sedm obcí.

## Obce kantonu
- Aussac
- Cadalen
- Fénols
- Florentin
- Labessière-Candeil
- Lasgraisses
- Técou